# Villardebelle
Villardebelle es un pequeño pueblo de 74 habitantes (datos de 1999) y comuna francesa, situada en el departamento del Aude en la región de Languedoc-Roussillon.
A sus habitantes se les conoce por el gentilicio Villardebellois.

## Lugares de interés
- Platanero plantado en 1792 en la plaza central del pueblo.
- Mairie.
- Iglesia de la Nativité, románica del siglo XII.